# Йовса
Йовса (словац. Jovsa) — село, громада в окрузі Михайлівці, Кошицький край, Словаччина. Село розташоване на висоті 138 м над рівнем моря. Населення — 835 чол. (99 % — словаки). Вперше згадується в 1418 році. В селі є бібліотека, поштове відділення та футбольне поле.

## Населення
| Рік:            | 1994. | 2004.   | 2014.   | 2024.   |
| --------------- | ----- | ------- | ------- | ------- |
| Кількість осіб: | 834   | 836     | 800     | 858     |
| Різниця:        |       | +0,23 % | -4,30 % | +7,25 % |

| Рік:            | 2023. | 2024.   |
| --------------- | ----- | ------- |
| Кількість осіб: | 845   | 858     |
| Різниця:        |       | +1,53 % |

## Пам'ятки
У селі є греко-католицька церква охорони Пресвятої Богородиці з 1837 року в стилі пізнього класицизму, з 1988 року національна культурна пам'ятка.

## Географія
Протікає Йовсянський потік.